# Covid Watch
Covid Watch — це некомерційна організація з відкритим кодом, заснована в лютому 2020 року задля створення мобільних технологій для боротьби з поширенням COVID-19, та захисту цифрової конфіденційності. Засновники «Covid Watch» були занепокоєні новою технологією цифрового відстеження контактів, що дозволяє здійснювати масове спостереження, і розпочали новий проєкт, щоб допомогти зберегти громадянські свободи під час пандемії.
«Covid Watch» розпочався як незалежне дослідницьке співробітництво між студентами Стенфордського університету в США та Університету Ватерлоо в Канаді, і це була перша команда в світі, яка опублікувала білу книгу, розробила повністю анонімний протокол попередження про контакт через Bluetooth і з відкритим кодом — протокол CEN, пізніше перейменований на протокол TCN, у співпраці з CoEpi на початку березня 2020 року. Після цього наступним кроком був швидкий розвиток дуже схожих децентралізованих протоколів на початку квітня 2020 року, зокрема DP-3T, PACT і Google/Apple Exposure Notification.
Команда Covid Watch мала понад 200 активних волонтерів з усього світу, включаючи консультантів із питань охорони здоров'я, епідеміології, конфіденційності, політики та права з таких університетів, як Стенфорд, Ватерлоо, Вашингтону, Сан-Франциско і Берклі.
Covid Watch також створив мобільний додаток із повністю відкритим вихідним кодом для надсилання анонімних сповіщень про ризик зараження спочатку за допомогою свого власного протоколу TCN у квітні 2020 року, а пізніше за допомогою майже ідентичного протоколу в рамках системи сповіщень про зараження Google/Apple (GAEN) після запуску API GAEN, який був випущений у травні 2020 року. Також у травні 2020 року Covid Watch запустив перше пілотне калібрування та бета-тестування API GAEN у Сполучених Штатах в Університеті Аризони.
У серпні 2020 року додаток було відкрито для поетапного розгортання в штаті Аризона. Волонтери та співробітники Covid Watch також співпрацювали з Університетом Аризони в дослідженнях, спрямованих на покращення оцінки ризику зараження за допомогою анонімних даних Bluetooth, щоб отримати кращу інформацію щодо рекомендацій щодо приватного карантину.
Наприкінці 2020 року некомерційна організація Covid Watch закрилася, але організація WeHealth продовжує впроваджувати додаток Covid Watch і відповідні технології з відкритим кодом для відділів охорони здоров'я.